# 管區氣象台

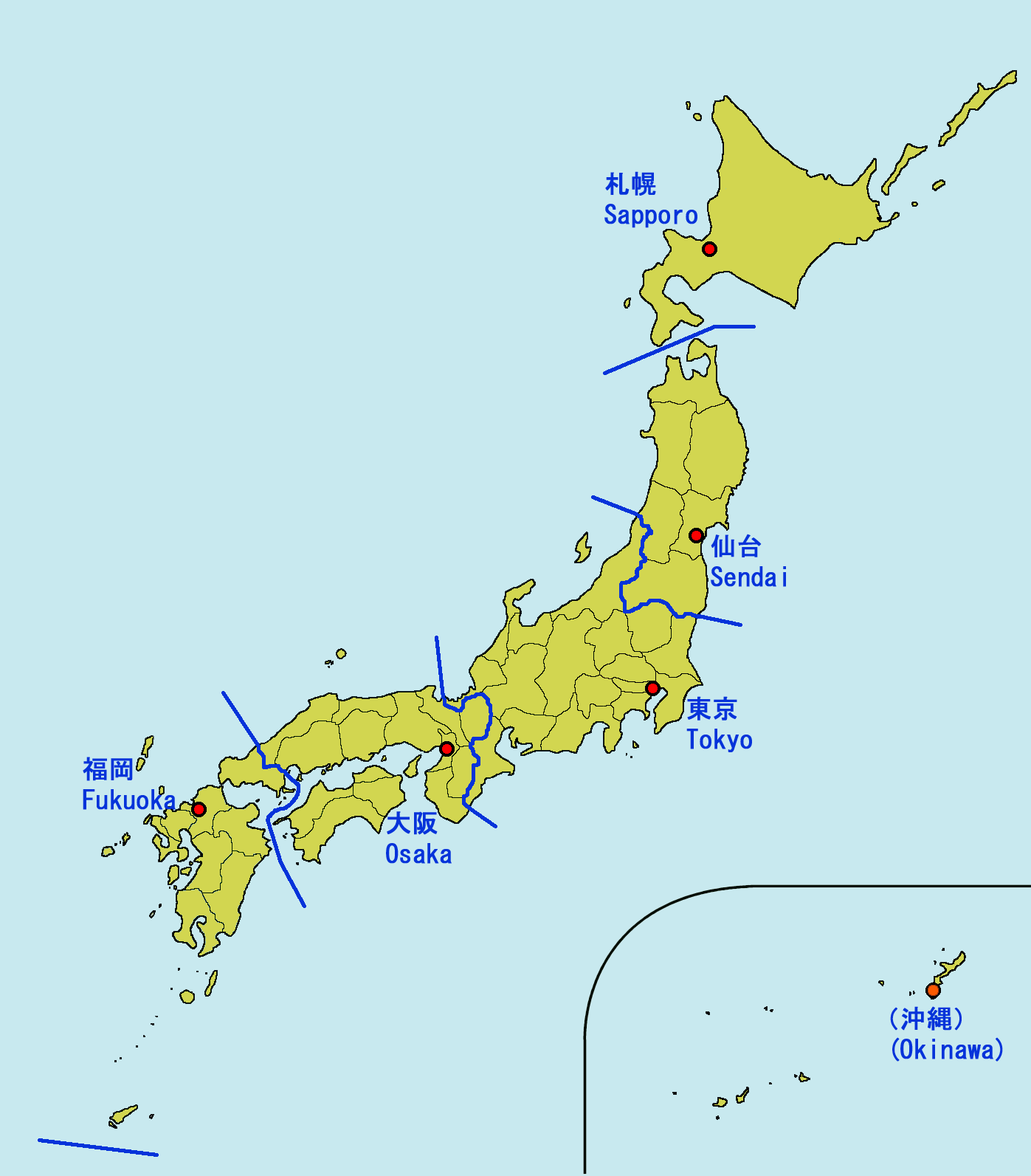
管區氣象台

管區氣象台（日语：／ Kanku kishōdai */?）是日本氣象廳的地方支分部局。

## 列表
- 札幌管區氣象台
- 仙台管區氣象台
- 東京管區氣象台
- 大阪管區氣象台
- 福岡管區氣象台

## 外部連結
- 管区気象台 （页面存档备份，存于） - Kotobank（日語）